# Naejangsan nationalpark
Naejang-an nationalpark ligger i sydvästra Sydkorea i gränsområdet mellan provinserna Norra Jeolla och Södra Jeolla.
Nationalparken som inrättades 1971 och som är uppkallad efter berget Naejangsan täcker en yta av 81,7 km². Landskapet är en bergstrakt med toppar som ligger upp till 763 meter över havet. Växtligheten utgörs av avenbokar, Quercus mongolica och andra ekar, pagodkornell och lönn. Här hittas även träd av släktet Myristica som är vanligare i sydligare trakter. I skyddsområdet som är känd för de intensiv färgade höstlöven förekommer flera vattenfall.
I nationalparken ingår två tempel, Baekyangsa tempel och Naejang-san tempel.